# میشا هینز-آلن
میشا هینز-آلن (انگلیسی: Myisha Hines-Allen؛ زادهٔ ۳۰ مهٔ ۱۹۹۶) بازیکن بسکتبال اهل ایالات متحده آمریکا است.